# Fantasy Filmfest 1993
Das 7. Fantasy Filmfest (1993) fand in der Zeit vom Mittwoch, den 28. Juli, bis Mittwoch, den 4. August 1993 im CINEMA-Filmtheater und Filmmuseum in München, vom Mittwoch, den 04. August, bis Mittwoch, den 11. August 1993 in Berlin, vom Mittwoch, den 11. August bis Mittwoch, den 18. August 1993 in Frankfurt am Main, vom Mittwoch, den 18. August bis Mittwoch, den 25. August 1993 im Metropolis Kino am Dammtor, im Alabama Kino und in der Markthalle in Hamburg, sowie vom Mittwoch, den 25. August bis Mittwoch, den 1. September 1993 in Köln statt. Es bot eine Zusammenstellung von Klassikern aus den verschiedenen Genres des phantastischen Films sowie Welturaufführungen und Produktionen in deutscher Erstaufführung. Neben dem eigentlichen Programm wurden diverse Kurz- und Vorfilme gezeigt. Erstmals wurden alle Filme in allen Festivalstädten gezeigt.

## Liste der gezeigten Filme
| Originaltitel                                           | Deutscher Titel                              | Land                                    | Jahr | Regisseur                | Sparte                                              |
| ------------------------------------------------------- | -------------------------------------------- | --------------------------------------- | ---- | ------------------------ | --------------------------------------------------- |
| 12:01                                                   | --                                           | USA                                     | 1993 | Jack Sholder             | Premieren / Previews                                |
| Acción Mutante                                          | Aktion Mutante                               | Spanien                                 | 1993 | Álex de la Iglesia       | Premieren / Previews                                |
| Ah Ying                                                 | Ming Ghost                                   | Taiwan / Hongkong                       | 1991 | Ch'iu Kang-chien         | Premieren / Previews                                |
| Body Snatchers                                          | Body Snatchers – Angriff der Körperfresser   | USA                                     | 1993 | Abel Ferrara             | Eröffnungsfilm                                      |
| Carnosaur                                               | Carnosaurus                                  | USA                                     | 1993 | Adam Simon               | Premieren / Previews                                |
| Clive Barker: The Art of Horror                         | --                                           | Kanada                                  | 1992 | Chris Holland            | Premieren / Previews                                |
| Dr. Giggles                                             | --                                           | USA                                     | 1992 | Manny Coto               | Premieren / Previews                                |
| Freaked                                                 | --                                           | USA                                     | 1993 | Tom Stern, Alex Winter   | Premieren / Previews                                |
| L’uomo del sogno (aka „Dream Man“)                      | Killing Dreams                               | Italien                                 | 1992 | Paolo Marussig           | Premieren / Previews                                |
| Kalifornia                                              | --                                           | USA                                     | 1993 | Dominic Sena             | Abschlußfilm                                        |
| Matinee                                                 | Matinée                                      | USA                                     | 1993 | Joe Dante                | Premieren / Previews                                |
| The Pickle                                              | Stage Fright – Eine Gurke erobert Hollywood  | USA                                     | 1993 | Paul Mazursky            | Premieren / Previews                                |
| Prelude to a Kiss                                       | Zauberhafte Zeiten                           | USA                                     | 1992 | Norman Rene              | Premieren / Previews                                |
| Return of the Living Dead III                           | --                                           | USA                                     | 1993 | Brian Yuzna              | Premieren / Previews                                |
| Tale of a Vampire                                       | --                                           | Großbritannien, Japan                   | 1993 | Shimako Satō             | Premieren / Previews                                |
| Ticks                                                   | C2 – Killerinsekt                            | USA                                     | 1993 | Tony Randel              | Premieren / Previews                                |
| Tobe Hooper’s Night Terrors                             | Tobe Hooper’s Living Nightmare               | USA                                     | 1993 | Tobe Hooper              | Premieren / Previews                                |
| Trauma                                                  | Aura                                         | Italien, USA                            | 1993 | Dario Argento            | Premieren / Previews                                |
| The Turn of the Screw                                   | Obsession                                    | Deutschland, Frankreich, Großbritannien | 1992 | Rusty Lemorande          | Premieren / Previews                                |
| The Uncensored Best of Looney Tunes and Merrie Melodies | --                                           | Kanada                                  | 1993 | Chris Holland            | Premieren / Previews                                |
| Warlock: The Armageddon (aka „Warlock II“)              | Warlock – Satans Sohn kehrt zurück           | USA                                     | 1993 | Anthony Hickox           | Premieren / Previews                                |
| Where Sleeping Dogs Lie                                 | Sleeping Dogs – Tagebuch eines Mörders       | USA                                     | 1992 | Charles Finch            | Premieren / Previews                                |
| Whispers in the Dark                                    | Stimmen im Dunkel                            | USA                                     | 1992 | Christopher Crowe        | Premieren / Previews                                |
| The Blob                                                | Blob – Schrecken ohne Namen                  | USA                                     | 1958 | Christopher Crowe        | Drive In Classics                                   |
| The Brain from Planet Arous                             | Die Augen des Satans                         | USA                                     | 1957 | Nathan Juran             | Drive In Classics                                   |
| It Came from Hollywood                                  | --                                           | USA                                     | 1982 | Malcolm Leo, Andrew Solt | Drive In Classics                                   |
| Plan 9 from Outer Space                                 | Plan 9 aus dem Weltall                       | USA                                     | 1958 | Edward D. Wood Jr.       | Drive In Classics                                   |
| The Screaming Skull                                     | Das Geheimnis des schreienden Schädels       | USA                                     | 1958 | Alex Nicol               | Drive In Classics                                   |
| Frankenstein Junior                                     | Young Frankenstein                           | USA                                     | 1974 | Mel Brooks               | 20th Century Goes Fantasy                           |
| The Hound of the Baskervilles                           | Der Hund von Baskerville                     | USA                                     | 1939 | Sidney Lanfield          | 20th Century Goes Fantasy                           |
| Fantastic Voyage (aka „Fantastic Journey“)              | Die phantastische Reise                      | USA                                     | 1966 | Richard Fleischer        | 20th Century Goes Fantasy                           |
| Phantom of the Paradise                                 | Das Phantom im Paradies                      | USA                                     | 1974 | Brian de Palma           | 20th Century Goes Fantasy                           |
| Planet of the Apes                                      | Planet der Affen                             | USA                                     | 1967 | Franklin J. Schaffner    | 20th Century Goes Fantasy                           |
| Journey to the Center of the Earth                      | Die Reise zum Mittelpunkt der Erde           | USA                                     | 1959 | Henry Levin              | 20th Century Goes Fantasy                           |
| The Innocents                                           | Schloß des Schreckens                        | USA                                     | 1961 | Jack Clayton             | 20th Century Goes Fantasy                           |
| The Day the Earth Stood Still                           | Der Tag, an dem die Erde stillstand          | USA                                     | 1951 | Robert Wise              | 20th Century Goes Fantasy                           |
| The Lost World                                          | Versunkene Welt (aka „Die Versunkene Welt“)  | USA                                     | 1960 | Irwin Allen              | 20th Century Goes Fantasy                           |
| Hush... Hush, Sweet Charlotte                           | Wiegenlied für eine Leiche                   | USA                                     | 1964 | Robert Aldrich           | 20th Century Goes Fantasy                           |
| The Driller Killer                                      | The Driller Killer – Der Bohrmaschinenkiller | USA                                     | 1979 | Abel Ferrara             | Hommage an Abel Ferrara                             |
| Bad Taste                                               | --                                           | Neuseeland                              | 1987 | Peter Jackson            | Special Screening                                   |
| Society                                                 | Dark Society                                 | USA                                     | 1989 | Brian Yuzna              | Special Screening                                   |
| Posse                                                   | Posse – Die Rache des Jessie Lee             | Großbritannien                          | 1993 | Mario Van Peebles        | Überraschungsfilm (nicht im Programmheft enthalten) |
| Banalien                                                | --                                           | Deutschland                             | 1993 | Andreas Schäfer          | Shorts: Die Nacht der Jungmutationen                |
| Day of the Incredible Monsters from the Northpole       | --                                           | Deutschland                             | 1992 | Michael Pollklesener     | Shorts: Die Nacht der Jungmutationen                |
| De Lux Interior Trilogie                                | --                                           | Deutschland                             | 1992 | Robert Kerber            | Shorts: Die Nacht der Jungmutationen                |
| Sad - The Lost World                                    | --                                           | Deutschland                             | 1992 | M. Scholle               | Shorts: Die Nacht der Jungmutationen                |
| Teenage Spacegirl                                       | --                                           | Deutschland                             | 1993 | Ralf Palandt             | Shorts: Die Nacht der Jungmutationen                |
| Sodom Akne                                              | --                                           | Deutschland                             | 1993 | Christian Candini        | Shorts: Die Nacht der Jungmutationen                |
| Und führe uns nicht in Versuchung                       | --                                           | Deutschland                             | 1992 | Ralf Palandt             | Shorts: Die Nacht der Jungmutationen                |
| About War                                               | --                                           | Portugal                                | 1992 | Miguel Alexandre         | Vorfilme 1993 (vor „The Pickle“)                    |
| Bescheiss kein Kind!                                    | --                                           | Deutschland                             | 1992 | Ed Herzog                | Vorfilme 1993 (vor „12:01“)                         |
| Half Man, Half Ant: Mant!                               | --                                           | USA                                     | 1993 | Joe Dante                | Vorfilme 1993 (nach „Matinée“)                      |
| Robokip                                                 | Robochick                                    | Belgien                                 | 1993 | Rudolf Mestdagh          | Vorfilme 1993 (vor „Freaked“)                       |
| La séquence des barres parallèles                       | --                                           | Niederlande                             | 1992 | Ian Kerkhof              | Vorfilme 1993 (vor „Whispers in the Dark“)          |
| Der Sortierer                                           | --                                           | Deutschland                             | 1993 | Stephan Puchner          | Vorfilme 1993 (vor „Where Sleeping Dogs Lie“)       |
| Sotto le unghie (Under the Nails)                       | --                                           | Italien                                 | 1993 | Stefano Sollima          | Vorfilme 1993 (vor „Warlock: The Armageddon“)       |
| Spiel mir den Osaka-Blues                               | --                                           | Deutschland                             | 1993 | Carsten Funke            | Vorfilme 1993 (vor „Dr. Giggles“)                   |